# Championnat du monde de snooker seniors 2021
Le Championnat du monde seniors 2021 est un tournoi de snooker sur invitation réservé aux joueurs de plus de 40 ans, ne figurant pas dans top 64 du classement mondial. Il est organisé par la World Professional Billiards and Snooker Association et a lieu du 6 mai 2021 au 9 mai 2021 au Crucible Theatre de Sheffield en Angleterre. 
Il s'agit de la 12e édition du tournoi lequel se déroule annuellement depuis 1991. Le vainqueur se qualifie pour le tournoi champion des champions. Le tournoi est retransmis sur la BBC.

## Dotation
La répartition des prix pour l'édition 2021 est la suivante : 
- Gagnant : 15 000 £
- Finaliste : £
- Demi-finaliste : £
- Quart de finaliste : £
- Break le plus élevé : £

* Dotation totale : £

## Déroulement

### Contexte avant le tournoi
Jimmy White est le double tenant du titre, lui qui s'était imposé 5-4 face à Ken Doherty l'an passé.
En raison des restrictions de déplacement liées à la COVID-19, trois changements ont été opérés dans le champ de joueurs :
- le Canadien Cliff Thorburn est remplacé par Patsy Fagan
- le Maltais Tony Drago est remplacé par Tony Knowles
- le Canadien Bob Chaperon est remplacé par Michael Judge

### Faits marquants
À la suite de sa défaite au premier tour, Dennis Taylor annonce son retrait du circuit seniors, mettant un terme à une carrière longue de 49 ans.
David Lilley remporte le tournoi en battant les deux têtes de série, Jimmy White en finale 5-3 et Ken Doherty en quarts de finale 4-3. D'après l'Anglais, ce succès va être très inspirant pour la suite de sa carrière. 

## Tableau principal
|  | 8es de finale Au meilleur des 5 manches | 8es de finale Au meilleur des 5 manches | 8es de finale Au meilleur des 5 manches |   |                 | Quarts de finale Au meilleur des 7 manches | Quarts de finale Au meilleur des 7 manches | Quarts de finale Au meilleur des 7 manches |   |  | Demi-finales Au meilleur des 7 manches | Demi-finales Au meilleur des 7 manches | Demi-finales Au meilleur des 7 manches |   |  | Finale Au meilleur des 9 manches | Finale Au meilleur des 9 manches | Finale Au meilleur des 9 manches |
|  |                                         |                                         |                                         |   |                 |                                            |                                            |                                            |   |  |                                        |                                        |                                        |   |  |                                  |                                  |                                  |
|  |                                         | Jimmy White                             | 3                                       |   |                 |                                            |                                            |                                            |   |  |                                        |                                        |                                        |   |  |                                  |                                  |                                  |
|  |                                         | Tony Knowles                            | 0                                       |   |                 |                                            |                                            |                                            |   |  |                                        |                                        |                                        |   |  |                                  |                                  |                                  |
|  |                                         | Tony Knowles                            | 0                                       |   | Jimmy White     | 4                                          |                                            |                                            |   |  |                                        |                                        |                                        |   |  |                                  |                                  |                                  |
|  |                                         |                                         |                                         |   | Jimmy White     | 4                                          |                                            |                                            |   |  |                                        |                                        |                                        |   |  |                                  |                                  |                                  |
|  |                                         |                                         | Darren Morgan                           | 1 |                 |                                            |                                            |                                            |   |  |                                        |                                        |                                        |   |  |                                  |                                  |                                  |
|  |                                         | Lee Walker                              | Darren Morgan                           | 1 | 2               |                                            |                                            |                                            |   |  |                                        |                                        |                                        |   |  |                                  |                                  |                                  |
|  |                                         | Lee Walker                              |                                         |   | 2               |                                            |                                            |                                            |   |  |                                        |                                        |                                        |   |  |                                  |                                  |                                  |
|  |                                         | Darren Morgan                           | 3                                       |   |                 |                                            |                                            |                                            |   |  |                                        |                                        |                                        |   |  |                                  |                                  |                                  |
|  |                                         |                                         |                                         |   |                 |                                            |                                            | Jimmy White                                | 4 |  |                                        |                                        |                                        |   |  |                                  |                                  |                                  |
|  |                                         |                                         |                                         |   |                 |                                            |                                            |                                            | 4 |  |                                        |                                        |                                        |   |  |                                  |                                  |                                  |
|  |                                         |                                         | Igor Figueiredo                         | 1 |                 |                                            |                                            |                                            |   |  |                                        |                                        |                                        |   |  |                                  |                                  |                                  |
|  |                                         | Igor Figueiredo                         | Igor Figueiredo                         | 1 | 3               |                                            |                                            |                                            |   |  |                                        |                                        |                                        |   |  |                                  |                                  |                                  |
|  |                                         | Igor Figueiredo                         |                                         |   | 3               |                                            |                                            |                                            |   |  |                                        |                                        |                                        |   |  |                                  |                                  |                                  |
|  |                                         | John Parrott                            | 0                                       |   |                 |                                            |                                            |                                            |   |  |                                        |                                        |                                        |   |  |                                  |                                  |                                  |
|  |                                         | John Parrott                            | 0                                       |   | Igor Figueiredo | 4                                          |                                            |                                            |   |  |                                        |                                        |                                        |   |  |                                  |                                  |                                  |
|  |                                         |                                         |                                         |   | Igor Figueiredo | 4                                          |                                            |                                            |   |  |                                        |                                        |                                        |   |  |                                  |                                  |                                  |
|  |                                         |                                         | Stephen Hendry                          | 1 |                 |                                            |                                            |                                            |   |  |                                        |                                        |                                        |   |  |                                  |                                  |                                  |
|  |                                         | Stephen Hendry                          | Stephen Hendry                          | 1 | 3               |                                            |                                            |                                            |   |  |                                        |                                        |                                        |   |  |                                  |                                  |                                  |
|  |                                         | Stephen Hendry                          |                                         |   | 3               |                                            |                                            |                                            |   |  |                                        |                                        |                                        |   |  |                                  |                                  |                                  |
|  |                                         | Patsy Fagan                             | 0                                       |   |                 |                                            |                                            |                                            |   |  |                                        |                                        |                                        |   |  |                                  |                                  |                                  |
|  |                                         |                                         |                                         |   |                 |                                            |                                            |                                            |   |  |                                        |                                        | Jimmy White                            | 3 |  |                                  |                                  |                                  |
|  |                                         |                                         |                                         |   |                 |                                            |                                            |                                            |   |  |                                        |                                        |                                        | 3 |  |                                  |                                  |                                  |
|  |                                         |                                         | David Lilley                            | 5 |                 |                                            |                                            |                                            |   |  |                                        |                                        |                                        |   |  |                                  |                                  |                                  |
|  |                                         | Michael Judge                           | David Lilley                            | 5 | 2               |                                            |                                            |                                            |   |  |                                        |                                        |                                        |   |  |                                  |                                  |                                  |
|  |                                         | Michael Judge                           |                                         |   | 2               |                                            |                                            |                                            |   |  |                                        |                                        |                                        |   |  |                                  |                                  |                                  |
|  |                                         | Patrick Wallace                         | 3                                       |   |                 |                                            |                                            |                                            |   |  |                                        |                                        |                                        |   |  |                                  |                                  |                                  |
|  |                                         | Patrick Wallace                         | 3                                       |   | Patrick Wallace | 4                                          |                                            |                                            |   |  |                                        |                                        |                                        |   |  |                                  |                                  |                                  |
|  |                                         |                                         |                                         |   | Patrick Wallace | 4                                          |                                            |                                            |   |  |                                        |                                        |                                        |   |  |                                  |                                  |                                  |
|  |                                         |                                         | Barry Pinches                           | 2 |                 |                                            |                                            |                                            |   |  |                                        |                                        |                                        |   |  |                                  |                                  |                                  |
|  |                                         | Barry Pinches                           | Barry Pinches                           | 2 | 3               |                                            |                                            |                                            |   |  |                                        |                                        |                                        |   |  |                                  |                                  |                                  |
|  |                                         | Barry Pinches                           |                                         |   | 3               |                                            |                                            |                                            |   |  |                                        |                                        |                                        |   |  |                                  |                                  |                                  |
|  |                                         | Dennis Taylor                           | 0                                       |   |                 |                                            |                                            |                                            |   |  |                                        |                                        |                                        |   |  |                                  |                                  |                                  |
|  |                                         |                                         |                                         |   |                 |                                            |                                            | Patrick Wallace                            | 1 |  |                                        |                                        |                                        |   |  |                                  |                                  |                                  |
|  |                                         |                                         |                                         |   |                 |                                            |                                            |                                            | 1 |  |                                        |                                        |                                        |   |  |                                  |                                  |                                  |
|  |                                         |                                         | David Lilley                            | 4 |                 |                                            |                                            |                                            |   |  |                                        |                                        |                                        |   |  |                                  |                                  |                                  |
|  |                                         | David Lilley                            | David Lilley                            | 4 | 3               |                                            |                                            |                                            |   |  |                                        |                                        |                                        |   |  |                                  |                                  |                                  |
|  |                                         | David Lilley                            |                                         |   | 3               |                                            |                                            |                                            |   |  |                                        |                                        |                                        |   |  |                                  |                                  |                                  |
|  |                                         | Philip Williams                         | 1                                       |   |                 |                                            |                                            |                                            |   |  |                                        |                                        |                                        |   |  |                                  |                                  |                                  |
|  |                                         | Philip Williams                         | 1                                       |   | David Lilley    | 4                                          |                                            |                                            |   |  |                                        |                                        |                                        |   |  |                                  |                                  |                                  |
|  |                                         |                                         |                                         |   | David Lilley    | 4                                          |                                            |                                            |   |  |                                        |                                        |                                        |   |  |                                  |                                  |                                  |
|  |                                         |                                         | Ken Doherty                             | 3 |                 |                                            |                                            |                                            |   |  |                                        |                                        |                                        |   |  |                                  |                                  |                                  |
|  |                                         | Ken Doherty                             | Ken Doherty                             | 3 | 3               |                                            |                                            |                                            |   |  |                                        |                                        |                                        |   |  |                                  |                                  |                                  |
|  |                                         | Ken Doherty                             |                                         |   | 3               |                                            |                                            |                                            |   |  |                                        |                                        |                                        |   |  |                                  |                                  |                                  |
|  |                                         | Joe Johnson                             | 0                                       |   |                 |                                            |                                            |                                            |   |  |                                        |                                        |                                        |   |  |                                  |                                  |                                  |

## Finale
| Finale au meilleur des 9 manches Arbitre : Leo Scullion    |                          |                         |
| Jimmy White Angleterre                                     | 3 - 5 ( - )              | David Lilley Angleterre |
| 0 85                                                       | Centuries Meilleur break | 0 74                    |
| David Lilley remporte le Championnat du monde seniors 2021 |                          |                         |

## Qualifications

### Tournoi de janvier 2021
Ces rencontres se sont tenues du 4 janvier 2021 au 10 janvier 2021 au Crucible Sports and Social Club à Reading. Les matchs ont été disputés au meilleur des cinq manches, puis au meilleur des sept manches pour les demi-finales. Les 86 joueurs se sont affrontés pour obtenir deux places qualificatives pour le tableau final. David Lilley et Barry Pinches se sont qualifiés.

#### 8esde finale
- Antony Parsons 1-3  Philip Williams
- Wayne Townsend 3-0  Rod Lawler
- Matthew Ford 3-0  Dean Sycamore
- Darren Morgan 3-1  Tony Knowles
- Andrew Norman 1-3  David Lilley
- Johnny Stevens 1-3  Mark Gray
- Wayne Cooper 3-0  Nigel Bond
- Barry Pinches 3-2  Dave Finbow

#### Quarts de finale
- Philip Williams 1-3  Wayne Townsend
- Matthew Ford 0-3  Darren Morgan
- David Lilley 3-1  Mark Gray
- Wayne Cooper 1-3  Barry Pinches

#### Demi-finales
- David Lilley 4-2  Wayne Townsend
- Barry Pinches 4-3  Darren Morgan

### Tournoi de mars / avril 2021
Ces rencontres se sont tenues du 27 mars 2021 au 4 avril 2021 au Crucible Sports and Social Club à Reading. Les joueurs sont répartis en 24 groupes où les matchs ont été disputés au meilleur des cinq manches. Les premiers de chaque groupe s'affrontent ensuite deux à deux dans un match au meilleur des sept manches (plays-offs). Les 12 joueurs restants sont répartis en quatre groupes de trois, où les premiers sont qualifiés. Au total, 93 joueurs se sont affrontés pour obtenir quatre places qualificatives pour le tableau final. Patrick Wallace, Darren Morgan, Lee Walker et Philip Williams se sont qualifiés.

#### Derniers groupes[9]
| Pos. | Joueur          | J | G | P | Fp | Fc | D  |                                         |
| ---- | --------------- | - | - | - | -- | -- | -- | --------------------------------------- |
| 1    | Patrick Wallace | 2 | 2 | 0 | 8  | 0  | +8 | Qualification pour le tableau principal |
| 2    | Stuart Watson   | 2 | 1 | 1 | 4  | 4  | 0  | Élimination de la compétition           |
| 3    | Steve Crowley   | 2 | 0 | 2 | 0  | 8  | -8 | Élimination de la compétition           |

| Pos. | Joueur         | J | G | P | Fp | Fc | D  |                                         |
| ---- | -------------- | - | - | - | -- | -- | -- | --------------------------------------- |
| 1    | Darren Morgan  | 2 | 2 | 0 | 8  | 5  | +3 | Qualification pour le tableau principal |
| 2    | Peter Lines    | 2 | 1 | 1 | 6  | 6  | 0  | Élimination de la compétition           |
| 3    | Antony Parsons | 2 | 0 | 2 | 5  | 8  | -3 | Élimination de la compétition           |

| Pos. | Joueur         | J | G | P | Fp | Fc | D  |                                         |
| ---- | -------------- | - | - | - | -- | -- | -- | --------------------------------------- |
| 1    | Lee Walker     | 2 | 2 | 0 | 8  | 3  | +5 | Qualification pour le tableau principal |
| 2    | Aaron Canavan  | 2 | 1 | 1 | 7  | 4  | +3 | Élimination de la compétition           |
| 3    | Wayne Townsend | 2 | 0 | 2 | 0  | 8  | -8 | Élimination de la compétition           |

| Pos. | Joueur          | J | G | P | Fp | Fc | D  |                                         |
| ---- | --------------- | - | - | - | -- | -- | -- | --------------------------------------- |
| 1    | Philip Williams | 2 | 2 | 0 | 8  | 2  | +6 | Qualification pour le tableau principal |
| 2    | Rory McLeod     | 2 | 1 | 1 | 4  | 5  | -1 | Élimination de la compétition           |
| 3    | John Hunter     | 2 | 0 | 2 | 3  | 8  | -5 | Élimination de la compétition           |

## Centuries

### Dans le tableau principal
- 134, 112  Darren Morgan
- 102  Ken Doherty
- 100  Igor Figueiredo

### Pendant les qualifications
- 142, 115  Rhydian Richards
- 135  Rory McLeod
- 131  Mark Gray
- 130, 102  Andrew Norman
- 114  Kuldesh Johal
- 109, 105  Nigel Bond
- 109  Lee Walker
- 107  Thomas McSorley
- 106, 104, 100  Wayne Cooper
- 106  Alfie Burden
- 105  Stuart Parnell
- 105  Ashley Beal
- 102  Gerard Greene
- 102  Cary Kikis
- 101  Jonathan Bagley
- 100  Darren Morgan
- 100  Patrick Wallace